# Maxime Vachier-Lagrave
Maxime Vachier-Lagrave [vašijé lagráv] (* 21. října 1990 Nogent-sur-Marne) je francouzský šachista. Jeho nejvyšší hodnocení Elo je 2819 bodů (šestý nejlepší hráč všech dob).
Titul mezinárodního velmistra získal v necelých patnácti letech. V roce 2009 vyhrál mistrovství světa juniorů v šachu, v roce 2011 získal zlato na SportAccord World Mind Games, je trojnásobným mistrem Francie (2007, 2011, 2012), pětkrát vyhrál Šachový festival v Bielu (2009, 2013, 2014, 2015, 2016) a v roce 2016 se stal vítězem Dortmundských šachových dnů. Byl semifinalistou Světového poháru 2013 a 2017, reprezentoval Francii na šesti šachových olympiádách a má stříbrnou medaili z mistrovství Evropy v šachu družstev 2013. V roce 2016 byl na druhém místě světového žebříčku.
Má bakalářský titul ze Švýcarského federálního technologického institutu v Lausanne. Hrál drobnou roli v hraném filmu z šachového prostředí Le Tournoi.